# Клинички инжењеринг
Клинички инжењеринг је специјализација у биомедицинском инжењерингу одговорна првенствено за примену и спровођење медицинске технологије. Улоге клиничких инжењера обухватају обуку и надзор биомедицинске техничке опреме (BMET), у сарадњи са државним регулаторима у болничкој инспекцији/контроли, и представљају консултанте за друго болничко особље (тј. лекаре, администраторе, итд). Клинички инжењери такође саветују произвођача медицинских уређаја у погледу будућих побољшања дизајна на основу клиничких искустава, такође прате напредовање како би у складу са тим преусмерили обрасце болничке набавке.
Њихов фокус је на практичној примени технологије и теже да се задрже оријентисаним ка редизајнирању и постепеној реконфигурацији нивоа, за разлику од револуционарног R&D или најрадикалнијих идеја; Међутим, постоје велике потешкоће да се прошири утицај клиничких инжењера на биомедицинске иновације. У својим различитим улогама, они формирају неку врсту "моста" између твораца производа и крајњих корисника, комбинујући перспективе, а такође су обучени за дизајн производа и процеса. Одељење за клинички инжењеринг у великим болницама запослиће понекад не само биомедицинске инжењере, већ и индустријске/инжењере система да помогну при истраживањима, анализама трошкова, безбедности, итд.

## Историја
Док су неки корени настанка у 1940-им, стварни термин клиничког инжењеринга први пут је употребљен 1969. Прво експлицитно објављивање у којем се спомиње термин се појављује у чланку објављеном у 1969. од стране Ландола и Касераса. Цезару А. Касерасу, кардиологу, генерално се приписује стварање термина клинички инжењеринг. Наравно, на ширем пољу биомедицинског инжењеринга има релативно новију историју. Први модерни професионални инжењерски састанак који је био фокусиран на примену инжењеринга у медицини је одржан 1948. године, према Алијанси за инжењеринг у медицини и биологији.
Општи појам примене инжењеринга у медицини може се пратити уназад вековима; На пример, рад Стивена Хејлса у раном 18. веку, довео је до проналаска вентилатора и открића крвног притиска, то свакако подразумева примену инжењерских техника у медицини.
Новија историја ове под-дисциплине је донекле нестабилна. У раним 1970-им, за клинички инжењеринг се мислило да је поље које би захтевало много нових стручњака. Процене за САД рангиране су као високе од 5.000 до 8.000 клиничких инжењера, или пет до десет клиничких инжењера на сваких 250.000 становника, или један клинички инжењер на 250 болничких кревета.
Историја формалне акредитације процедуре је такође била донекле нестабилна. Међународна сертификација комисије за клиничке инжењере (ICC) је формирана под покровитељством Удружења за унапређење медицинских инструмената (AAMI) у раним 1970-их, за циљ је имала да обезбеди формални процес сертификације за клиничке инжењере. Сличан програм сертификације је формиран од академских институција које нуде постдипломске степене у клиничком инжењерингу као Амерички одбор за клинички инжењеринг (ABCE). Godine 1979, ABCE пристала је да се распусти, а они сертификовани у оквиру овог програма су прихваћени у програм сертификације МКС. До 1985. године, само 350 клиничких инжењера је имало сертификат. Коначно, 1999. године, AAMI после дужег разматрања и анализа анкете 1998. године које показују да тржиште није било одрживо за свој програм сертификације је одлучило да прекине тај програм, и не прима нове подносиоце од јула 1999. године.
Нова тренутна сертификација програма клиничког инжењеринга (CGO) је почела 2002. године под покровитељством Америчког колеџа за клиничко инжењерство (ACCE), и примењује се од стране ACCE здравствене технолошке фондације. У 2004. години, то је прва година како је процес сертификације био у току, 112 особа је добило сертификат на основу њихове претходне ICC сертификације, а три особе су добиле нови сертификат. У време објављивања 2006-2007 AHTF годишњег извештаја (30. јуна 2007), укупно 147 особа је било укључено у редове HTF сертификата клиничких инжењера.

## Ново име за професију
У 2011. години, AAMI организовао је састанак како би разговарали о ново имену за клинички инжењеринг и/или биомедицинску технолошку опрему. Након пажљиве дебате, огромна већина је одлучила. Због делимично заједничке конфузије о линији између клиничких инжењера и техничара, реч инжењеринг сматра се ограничавањем из перспективе администратора и неизводиво из перспективе васпитача. (ABET акредитовани факултет није могао да именује сарадника степеног програма "инжењеринг".) Такође, придев клинички имао је ограничен опсег у болницама. Остаје нерешено како је широко прихваћена или да ли ће званично доћи до ове промене, и како ће на то утицати сертификат за клинички инжењеринг (CGO) или формално признавање клиничког инжењерства као поља биомедицинског инжењеринга. Због лиценце прави инжењерски специјалисти морају бити дефинисати на начин на који ће се разликовати од техничара са којима раде.

## Дефиниција
Клинички инжењер је дефинисан од стране AKSE као "професионалац који подржава и унапређује негу пацијената применом инжењеринга и менаџерске вештине у здравственој технологији." Ова дефиниција је први пут усвојен од стране АCCE Управног одбора 13. маја 1991. године. Клинички инжењеринг је такође признат од стране друштва за биомедицински инжењеринг (BMES), главне професионалне организације за биомедицински инжењеринг.
Постоје најмање два питања са дефиницијом АCCE која доводе до забуне. Прво, то је формулисано тако широко да није лако видљиво да ли "клинички инжењер" припада "биомедицинским инжењерима". Много пута се термини користе наизменично: неке болнице се односе према њиховим релевантним одељењима као према одељењу за "клинички инжењеринг", док их други зову одељењима за "биомедицински инжењеринг". Заиста, као што је већ речено, техничари се универзално називају "техничарима биомедицинске опреме" без обзира на име одељења под којим раде. Међутим, термин биомедицински инжењер је генерално замишљен као свеобухватни, укључујући и инжењера који ради у примарном дизајну медицинских уређаја, или у оригиналној R&D, или у академским круговима—клинички инжењери углавном раде у болницама на решавању проблема који су у непосредној близини где се опрема користи у окружењу пацијената. Клинички инжењери у неким земљама попут Индије су обучени за иновације и проналазе технолошка решења за потребе клинике. Друго питање које се не види из ACCE дефиниције је одговарајућа образовна позадина за клиничког инжењера. Генерално, очекивање програма сертификације је да подносилац захтева сертификацију као клинички инжењер који има степен акредитоване дипломе инжењера (или барем инжењерске технологије).

## Будућност
Менаџмент здравствене технологије постаје све сложенији. Водећи фактори и могућности приказани су и испитани у будућности Клиничког факултета, објављени у часопису IEEE ЕMBS 2003. године.

## Степени програми
Универзитет у Конектикату нуди двогодишњи програм стажирања за клинички инжењеринг где студенти раде хонорарно као клинички инжењери током јесењег и пролећног семестра у болници у Новој Енглеској. Класе клиничког инжењеринга похађају током семестра академске у основним и пољима која теже ка клиничком инжењерингу.

## Предуслови
Да би се квалификовао за сертификат у клиничком инжењерству (CGO), кандидат мора имати одговарајуће стручне или образовне степене (акредитовани инжењеринг или инжењерско-технолошки степен) мора имати одређено релевантно искуство и положен испит. Испит за сертификацију у клиничком инжењерингу подразумева писмени испит који се састоји од максимално 150 објективних питања са временом тестирања од три сата и посебан усмени испит. Подједнако тешко се даје кандидатима за сертификацију CE (CGO), који су већ лиценцирани као регистровани професионални инжењери (PE), који и сами имају изванредне услове (укључујући акредитоване инжењерске степене и инжењерско искуство).

## Клинички инжењеринг у Индији
Здравство је постало технологија која захтева обучену радну снагу и држи корак са све већом потражњом за професионалцима у овој области. Индијски институт за технологију Мадрас иницирао је Мастер курс за клинички инжењеринг (IITM), Sree Chitra Thirunal институт медицинских наука и технологије, Тируванантапурам и Хришћански медицински колеџ, Велур (CMC), да се за потребу земље бави развојем људских ресурса. Ово је усмерено на развој домаћих биомедицинских уређаја, као и на управљање технологија, и тиме доприносе укупном развоју здравствене испоруке у земљи.
Током курса, студентима инжењерства је дат увид у биологију, медицину, релевантне електронске позадине, клиничке праксе, развоје уређаја, па чак и у неке аспекте управљања. Поред тога, студенти су у пару са клиничким лекарима из CMC и SCTIMST да би стекли практично искуство током стажирања. Важан аспект ове обуке је дугорочна и детаљна изложеност клиничком окружењу, као и медицинским уређајима. Ово је усмерено на то да ученици разумеју процес идентификације неиспуњених клиничких потреба и на тај начин доприносе развоју нових медицинских средстава у земљи. Јединствена карактеристика овог курса је клинички прилог који се излаже студентима у клиничком окружењу. Програм такође обучава инжењере да управљају и да обезбеде сигурну и ефикасну употребу технологије у здравству.
Минимална квалификација за улазак на овај курс је дипломирани инжењер у било којој дисциплини инжењерства осим грађевинарства и ваљан ГАТЕ резултат у тој области.